# Мокроволя
Мокроволя (укр. Мокроволя) — село в Белогорском районе Хмельницкой области Украины.
Население по переписи 2001 года составляло 731 человек. Почтовый индекс — 30206. Телефонный код — 3841. Занимает площадь 0,193 км². Код КОАТУУ — 6820386001.

## Местный совет
30200, Хмельницкая обл., Белогорский р-н, с. Мокроволя, ул. Шевченка, 60